# Galiciana
Galiciana е електронна библиотека на автономна област Галисия, Испания. Създадена е през 1999 г. Тя е собственост на Библиотеката на Галисия. Сайтът цели да разпространява и съхранява документалното и библиографско наследство на Галисия.

## История
Висшият библиографски център на Галисия (CSBG), който по-късно се превръща в Библиотека на Галисия, стартира своята дейност през 1986 г. Създадена е официално през 1989 г. и изпълнява функциите на национална библиотека на автономно ниво. През 1997 г. стартира проектът ѝ за дигитализация, като цели да защити уникалните материали и да улесни тяхното разпространение и достъп. От 1999 г. достъпът до неговата база данни е възможен през интернет. През октомври 2008 г. е разработена нова версия на платформата, наречена Galiciana.